# Initiative populaire « 40 places d'armes ça suffit ! L'armée doit aussi se soumettre à la législation sur la protection de l'environnement »
L'initiative populaire « 40 places d'armes ça suffit ! L'armée doit aussi se soumettre à la législation sur la protection de l'environnement », est une initiative populaire suisse, rejetée par le peuple et les cantons le 6 juin 1993.

## Contenu
L'initiative demande l'ajout de deux nouveaux alinéas à l'article 22 de la Constitution fédérale interdisant la construction ou l'agrandissement de « places militaires d'exercice et de tir, des places d'armes et aérodromes militaires » qui sont soumises aux mêmes lois que les installations civiles, en particulier dans le domaine de la protection de l'environnement et de l'aménagement du territoire.
Le texte complet de l'initiative peut être consulté sur le site de la Chancellerie fédérale.

## Déroulement

### Contexte historique
Au début des années 1990, l'armée suisse dispose de 40 places d'armes ainsi que de 70 places supplémentaires de tir et d'exercice. Ce nombre de 40 places est jugé suffisant, en particulier après l'entrée en vigueur de la réforme « armée 95 » qui prévoit de réduire les effectifs de 600 000 à 400 000 hommes.
L'initiative est lancée par un « groupe d'action pour la sauvegarde de Neuchlen-Anschwilen » qui s'oppose à la construction d'une nouvelle place d'armes, dans le canton de Saint-Gall, en remplacement, selon les opposants, de la caserne de Saint-Gall, démolie dix ans plus tôt. Les initiants contestent en particulier le choix 
de l'emplacement qui est jugé « inadapté du point de vue de la protection de la nature et de l'environnement ». Un précédent avait déjà été proposé avec l'initiative populaire « pour la protection des marais - Initiative de Rothenturm », acceptée en votation populaire le 6 décembre 1987

### Récolte des signatures et dépôt de l'initiative
La récolte des 100 000 signatures nécessaires a débuté le 26 juin 1990. Le 14 décembre de la même année, l'initiative a été déposée à la chancellerie fédérale qui l'a déclarée valide le 17 mars de l'année suivante.

### Discussions et recommandations des autorités
Le parlement et le Conseil fédéral recommandent tous deux le rejet de cette initiative. Dans son message adressé à l'assemblée, le Conseil fédéral affirme tant lors de la construction que de l'exploitation d'ouvrages militaires, « une grande importance est attribuée à la protection des eaux, de l'environnement, de la nature et du paysage, à la planification du territoire, ainsi qu'à la protection des forêts ». Il relève également qu'en cas d'acceptation de l'initiative, l'armée serait obligée d'utiliser des terrains non militaires pour l'entraînement lorsque les places d'armes existantes seront insuffisantes.
En ce qui concerne spécifiquement le projet de places d'armes de Neuchlen-Anschwilen, le Conseil fédéral rappelle qu'il ne s'agit pas de la construction d'une nouvelle structure, mais du remplacement de la caserne de Saint-Gall, mise hors-service.

### Votation
Soumise à la votation le 6 juin 1993, l'initiative est refusée par 14 4/2 cantons et par 55,3 % des suffrages exprimés. Le tableau ci-dessous détaille les résultats par cantons :

## Effet
Cette initiative est votée en même temps que l'initiative populaire « pour une Suisse sans nouveaux avions de combat » visant à instaurer un moratoire sur l'achat de nouveaux avions militaires qui est également rejetée.